# Christy Fichtner
Christiane "Christy" Crane Fichtner (nascida em 28 de outubro de 1962) é uma modelo do Texas que venceu o Miss USA em 1986, derrotando a hoje atriz Halle Berry.
Em 21 de julho, Christy foi segunda colocada no Miss Universo 1986, perdendo o título para a venezuelana Bárbara Palacios Teyde. A disputa ocorreu na Cidade do Panamá.
Anos após o reinado, participaria de um reality show exibido em seu país, Who Wants to Marry My Dad?.